# Повалення пам'ятника Леніну в Києві
Повалення пам'ятника Леніну в Києві — громадський демонтаж пам'ятника Леніну, що містився на перетині вулиці Хрещатик та бульвару Тараса Шевченка. Подія відбулася 8 грудня 2013 року близько 18:00 під час Євромайдану за участі його активістів та представників ВО «Свобода».

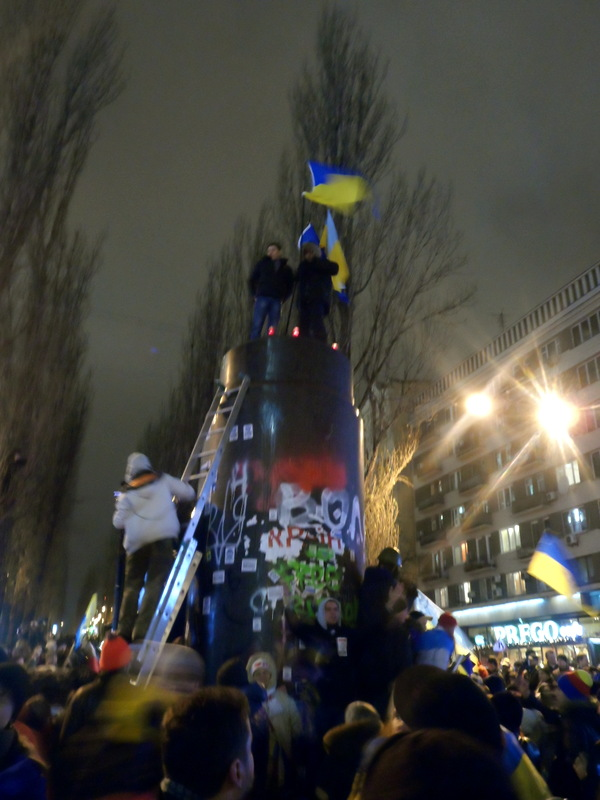
Постамент пам'ятника одразу ж після повалення

Повалення пам'ятника Леніну в Києві продовжило ланцюгову реакцію по всій Україні, яка одержала назву «Ленінопад», і почалася з Охтирки, Сумської обл. 15.02.2013.

## Передісторія

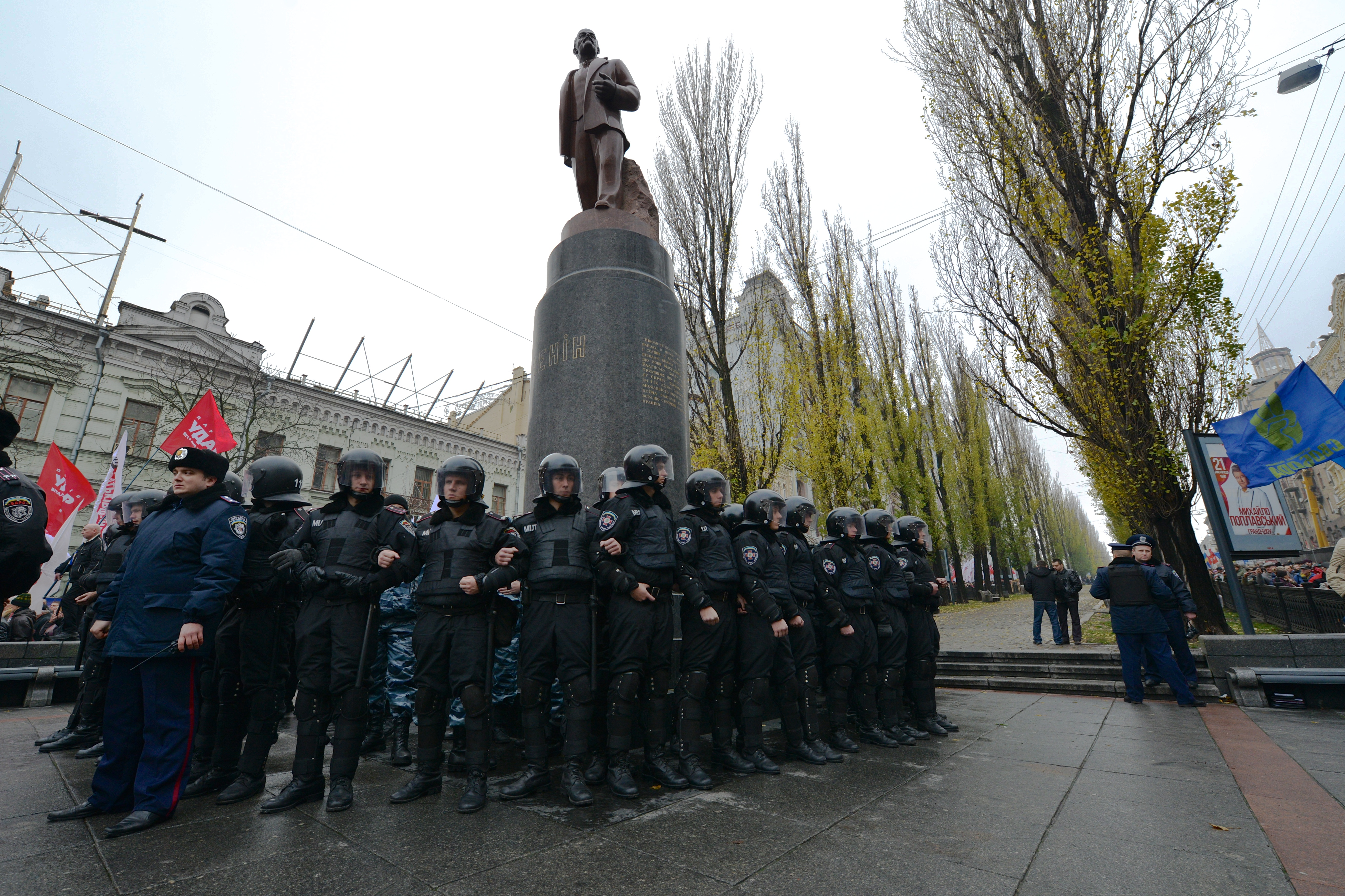
«Беркут» на захисті пам'ятника 24 листопада 2013 року

Пам'ятник радянському революціонеру Володимиру Леніну, відкритий 5 грудня 1946 року, був виготовлений з червоного полірованого граніту заввишки 3,45 м, на циліндричному постаменті (заввишки 6,8 м; діаметр 1,88 м) з чорного полірованого лабрадориту на квадратному гранітному стилобаті з пологими сходами.
У центрі постаменту напис «Ленін». З боків постаменту викарбувано фрази: «Ніколи не переможуть того народу, в якому робітники і селяни в більшості своїй пізнали, відчули і побачили, що вони відстоюють свою, радянську владу — владу трудящих, що вони відстоюють ту справу, перемога якої їм та їх дітям забезпечить можливість користуватися всіма благами культури, всім, що створено людською працею. Ленін» та «При єдиній дії пролетарів великоруських та українських вільна Україна можлива. Без такої єдності про неї не може бути й мови. Ленін».
Упродовж 2009—2013 років було кілька спроб руйнації та демонтажу пам'ятника. Активісти цих рухів, за їхніми словами, керувалися Указом Президента України № 432/2009 «Про додаткові заходи щодо вшанування пам'яті жертв Голодомору 1932—1933 років в Україні», зокрема вимогою:
|  | вжиття в установленому порядку додаткових заходів щодо демонтажу пам'ятників і пам'ятних знаків, присвячених особам, які причетні до організації та здійснення голодоморів і політичних репресій в Україні, а також щодо перейменування в установленому порядку населених пунктів, вулиць, площ, провулків, проспектів, парків, скверів у населених пунктах України, назви яких пов'язані з іменами таких осіб. |

Перша спроба демонтажу пам'ятника сталася влітку 2009 року (30 червня): пам'ятник було суттєво пошкоджено (відбито ніс і руку), проте його було відновлено до листопада того ж року. Пропрезидентська на той момент партія «Наша Україна» назвала пошкодження пам'ятника Леніну «актом національного відчаю».
1 грудня 2013 року біля пам'ятника Леніну сталася бійка між протестувальниками, які заявляли про намір знести монумент, і бійцями «Беркута» . Згідно з даними міліції, кілька десятків молодих осіб із закритими обличчями написали на пам'ятнику «фашист». Коли правоохоронці намагалися завадити їм, розпочалася сутичка, в хід пішли вибухові пакети, димові шашки. Правоохоронці відтіснили активістів після того, як вони накинули на пам'ятник зашморг, намагаючись його повалити. Частина людей, що перебували біля пам'ятника, назвали це провокацією.

## Перебіг подій 8 грудня 2013 року

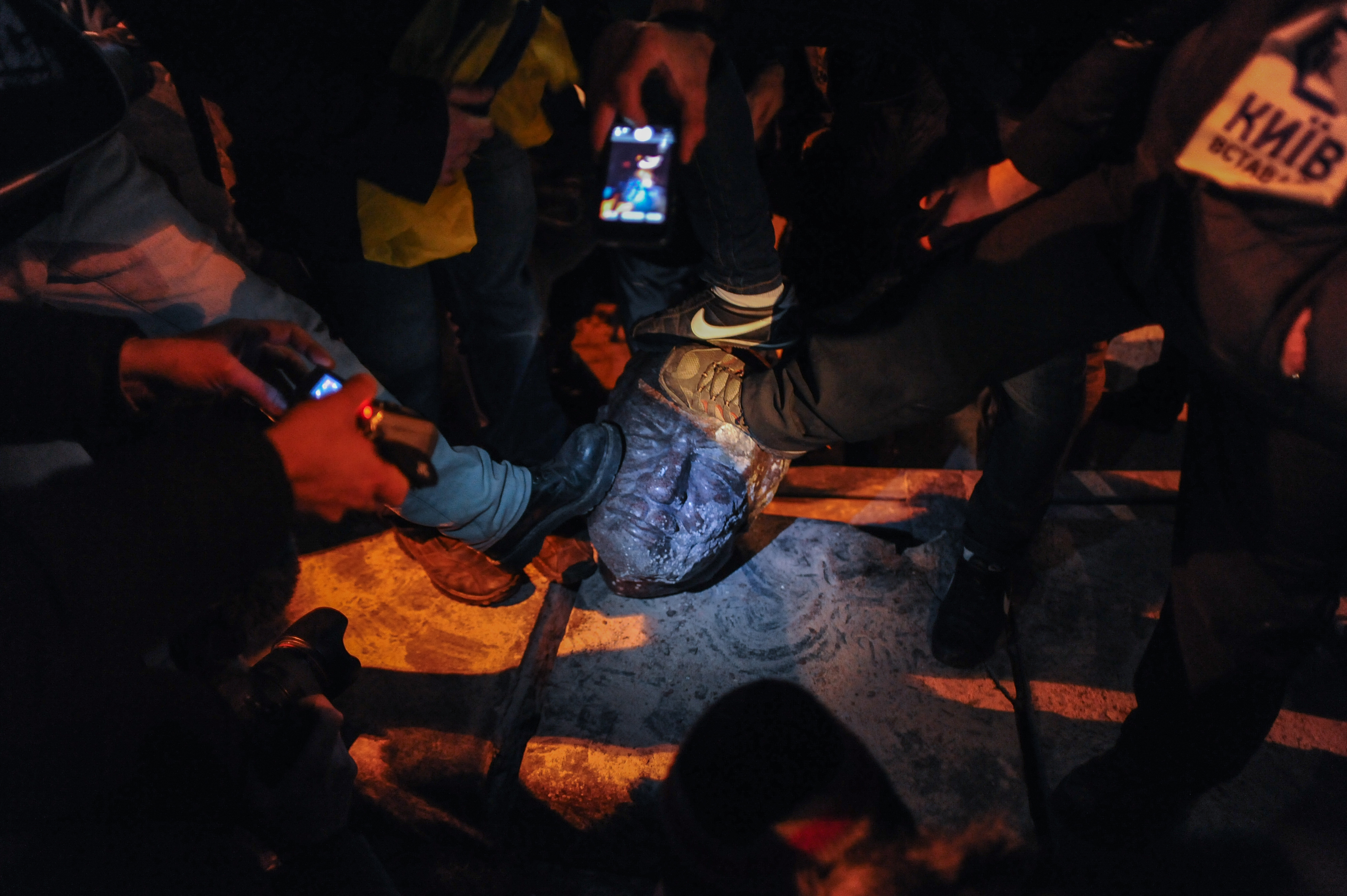
Голова пам'ятника Леніну

8 грудня 2013 року о 17:51 на сайті ЛІГА.net було опубліковане повідомлення: «У Києві невідомі у масках збираються знести пам'ятник Леніну. До пам'ятника приставили драбину, люди оточили монумент. „Беркут“ поки що не втручається.»
На цей час колона із близько двохсот осіб, здебільшого у масках, підійшла від будинку міськради до пам'ятника.
На пам'ятник накинули троси й розгойдуючи його з боку в бік повалили. Все це відбувалося на очах працівників міліції, які не перешкоджали діям людей.
Пам'ятник упав, пробивши «головою» гранітну плиту, після чого голова відвалилася.
Після повалення пам'ятника люди почали вигукувати гасла: «Революція!», «Янукович, ти наступний!», а також співати національний гімн України.
З відео видно позитивну реакцію на повалення пам'ятника людині, за вказівками якої в Україні було розв'язано Радянсько-українську війну. Уламки розбитого пам'ятника люди розбирали на сувеніри. Біля поваленого Леніна громадяни розмахували прапорами України, Білорусі та Литви.
Подія була широко висвітлена українськими й міжнародними ЗМІ.

## Реакція на подію

### Реакція прихильників повалення
Народний депутат фракції ВО «Свобода» Ігор Мірошниченко заявив, що «Свобода» бере на себе відповідальність за повалення пам'ятника Леніну на бульварі Шевченка у Києві. Представник «Свободи» порівняв повалення пам'ятника Леніну з поваленням Берлінського муру.
Депутат від партії «Батьківщина» Андрій Шевченко запевнив, що знесення пам'ятника Леніну на бульварі Шевченка у столиці не було ініційоване Штабом Євромайдану. Він також наголосив, що пам'ятника Леніну у центрі столиці вже давно не повинно бути, оскільки він був «точкою напруги» у центрі міста.
Голова МЗС Польщі Радослав Сікорський виступив зі схваленням події щодо знесення пам'ятника Леніну в столиці України:
|  | Хтось може сказати, що це не дипломатично, але я вважаю, що Ленін був одним з найкривавіших тиранів ХХ століття і особисто радий, що чергова європейська столиця не має його пам'ятника. |

Речник експрезидента Віктора Ющенка, голова політради «Нашої України» Ірина Ванникова зазначила, що повалений пам'ятник був поза українським законодавчим полем. Вона нагадала, що відповідно до указу № 432/2009 «Про додаткові заходи щодо вшанування пам'яті жертв Голодомору 1932—1933 років в Україні» місцевим державним адміністраціям та Раді міністрів АРК було доручено вжити в установленому порядку додаткових заходів щодо демонтажу пам'ятників і пам'ятних знаків, присвячених особам, які причетні до організації та вчинення голодоморів і політичних репресій в Україні.

### Реакція відомих митців
Композитор Валентин Сильвестров прокоментував знесення пам'ятника так:
|  | Пам'ятник знесли — це сумнівне досягнення революції, але досягнення. Влада ж змогла демонтувати пам'ятник Леніну на Майдані, могла б і цей так само спокійно прибрати. І помістити його в музей, бо він, можливо, має якусь скульптурну цінність. Це для кого його ставили, для комуністів? Адже пам'ятників Сталіну в Києві немає жодного. Навіщо ж тоді Леніну залишили, чим він кращий? Він обіцяв селянам землю і заводи, а вийшло смертовбивство суцільне. І цій людині пам'ятник встановлювати? |

### Реакція відомих блогерів
Своє ставлення до події висловили відомі блогери, у тому числі Борис Кушнірук, Володимир В'ятрович, Олексій Ананон, Дмитро Шурхало, Андрій Кокотюха, Марія Бурмака, Євген Положій, Олександр Кабанов, Ірина Геращенко, Віталій Бала, Ірена Карпа, Вікторія Стах, Віктор Медведчук, Андрій Курков, Роман Шрайк.
Зокрема, Володимир В'ятрович зазначив:
|  | пам'ятки епохи тоталітаризму рідко коли ліквідують законним шляхом. Здебільшого це стається стихійно, в революційний час. Так було у 1989–1990-ті у Східній Європі та в Західній Україні. Тому не слід драматизувати падіння Леніна у Києві. Гадаю, що більшість згодна з тим, що в столиці європейської держави не повинно бути місця таким пам'ятникам. |

### Реакція представників влади і правоохоронних органів
У відділі зв'язків з громадськістю ГУМВС України в Києві повідомили, що, на думку столичної міліції, знесення невідомими особами в центрі Києва пам'ятника Володимиру Леніну підпадає під кваліфікацію статті 294 Кримінального кодексу України − масові заворушення. Проте у статті 294 про знесення пам'яток колишнім лідерам тоталітаризму не згадується.
Прем'єр-міністр України Микола Азаров та лідер комуністів Петро Симоненко засудили повалення останнього пам'ятника Леніну в Києві.
За словами народного депутата від партії «УДАР» Валерія Карпунцова міліція почала затримувати за знесення пам'ятника Леніну непричетних до інциденту людей. Він зазначив, що київська міліція почала затримувати тих, хто просто стояв поруч і висловлював своє негативне ставлення до радянського режиму.

## Аргументація прихильників зруйнування пам'ятника
У 1996 та 2006 роках ПАРЄ ухвалила резолюції «Стосовно заходів з ліквідації спадщини колишніх комуністичних тоталітарних режимів» і «Про необхідність міжнародного засудження злочинів тоталітарних комуністичних режимів».
Згідно з указом Президента України Віктора Ющенка, в якому йдеться про знесення пам'ятників особам, причетним до голодомору та політичних репресій, пам'ятник Леніну, що стояв на бульварі Шевченка, також підлягав знесенню, оскільки саме Володимир Ленін був безпосереднім організатором голоду 1921-22 в Україні, видавши наказ насильно вилучати і вивозити хліб з України в голодом зморені райони Поволжя.
В Указі Президента, зокрема, йдеться про необхідність
|  | вжити в установленому порядку заходів щодо демонтажу пам'ятників та пам'ятних знаків, присвячених особам, причетним до організації та здійснення Голодомору 1932 – 1933 років в Україні та політичних репресій, а також щодо перейменування в установленому порядку вулиць, площ, провулків, проспектів, парків та скверів у населених пунктах України, назви яких пов'язані з такими особами. |

Цей указ досі є чинним.

## Історичні прецеденти
Руйнування пам'ятників діячам попереднього політичного режиму на території колишньої Російської імперії було розпочате від 1917 року керівниками комуністичного режиму на чолі з Володимиром Леніном.
1920 року у Києві був знесений пам'ятник російському Імператорові Миколі I, що містився на місці нинішнього пам'ятника Тарасові Шевченку.
Ще після 1956 року на території СРСР були зруйновані пам'ятники Йосипу Сталіну та його прибічникам.
У пострадянських країнах пам'ятники діячам комуністичного режиму зносилися неодноразово. Після 1991 року на території, що раніше входила до складу СРСР та окупованих ним територій (так званий соціалістичний табір), були зруйновані пам'ятники діячам часів СРСР — зокрема, й Володимиру Леніну. У Москві був зруйнований пам'ятник діячеві комуністичного режиму Феліксу Дзержинському.
За повідомленням Тиждень.ua (онлайн) протягом 2013 року в Україні пошкодили й зруйнували щонайменше 13 пам'ятників Леніну.

## Продовження Ленінопаду
Після знесення пам'ятника Леніну на Бесарабській площі у Києві протягом зими-початку весни 2014 року в Україні було пошкоджено й знесено сотні його пам'ятників.
Як і раніше, частина із них була знесена за рішенням місцевої влади (у Славуті, Деражні та Старокостянтинові), а на території заводу у Хмельницькому — працівниками цього заводу. В інших населених пунктах знесення відбувалося за ініціативою місцевих активістів. У Хмельницькій області за добу (20—21 лютого) було знесено одинадцять пам'ятників, серед інших — 3 у Хмельницькому, а також у Дунаївцях, Волочиську, Ярмолинцях, Ізяславі, Красилові. Знесені пам'ятники на Київщині у Сквирі, Білій Церкві, Броварах та Боярці, на Вінниччині — у Калинівці (рішення прийняте ще 2013 року), Іллінцях, Махнівці та Хмільнику, на Волині — у містечку Маневичі, на Черкащині- Монастирище, Умань, Жашків. Також пам'ятники знесли у Житомирі, Чернігові, Прилуках, Полтаві, Дніпропетровську, Корсуні-Шевченківському, Кіровограді, Каневі, Миколаєві (за ініціативою місцевої влади), Херсоні, Саврані, Балабиному, Ганичах на Закарпатті.
Демонтувалися, зносилися та пошкоджувалися й пам'ятники іншим комуністичним діячам.

## Галерея

Вид пам'ятника зі сходами до повалення
Після пошкодження 30 червня 2009 року.
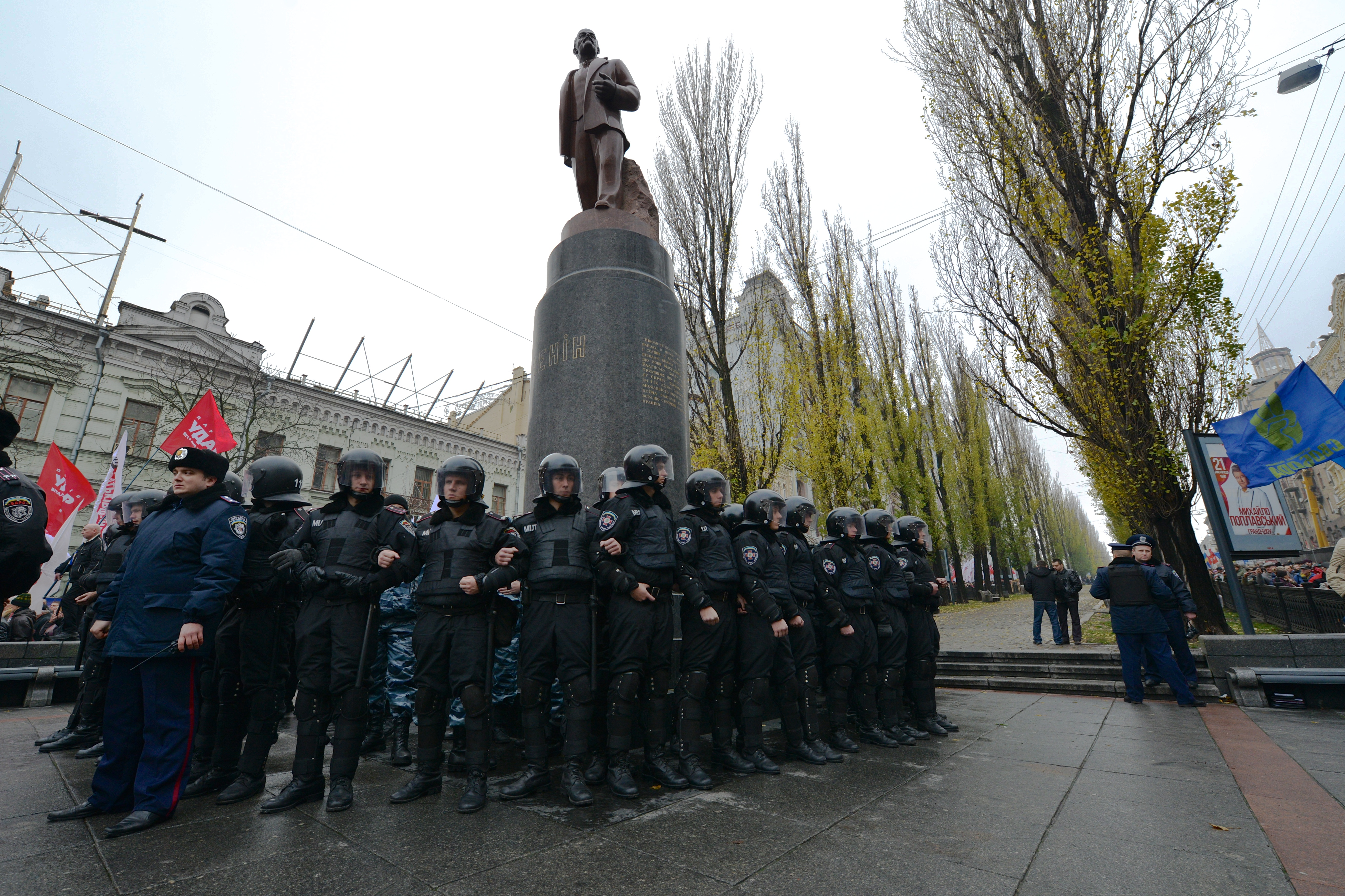
24 листопада 2013
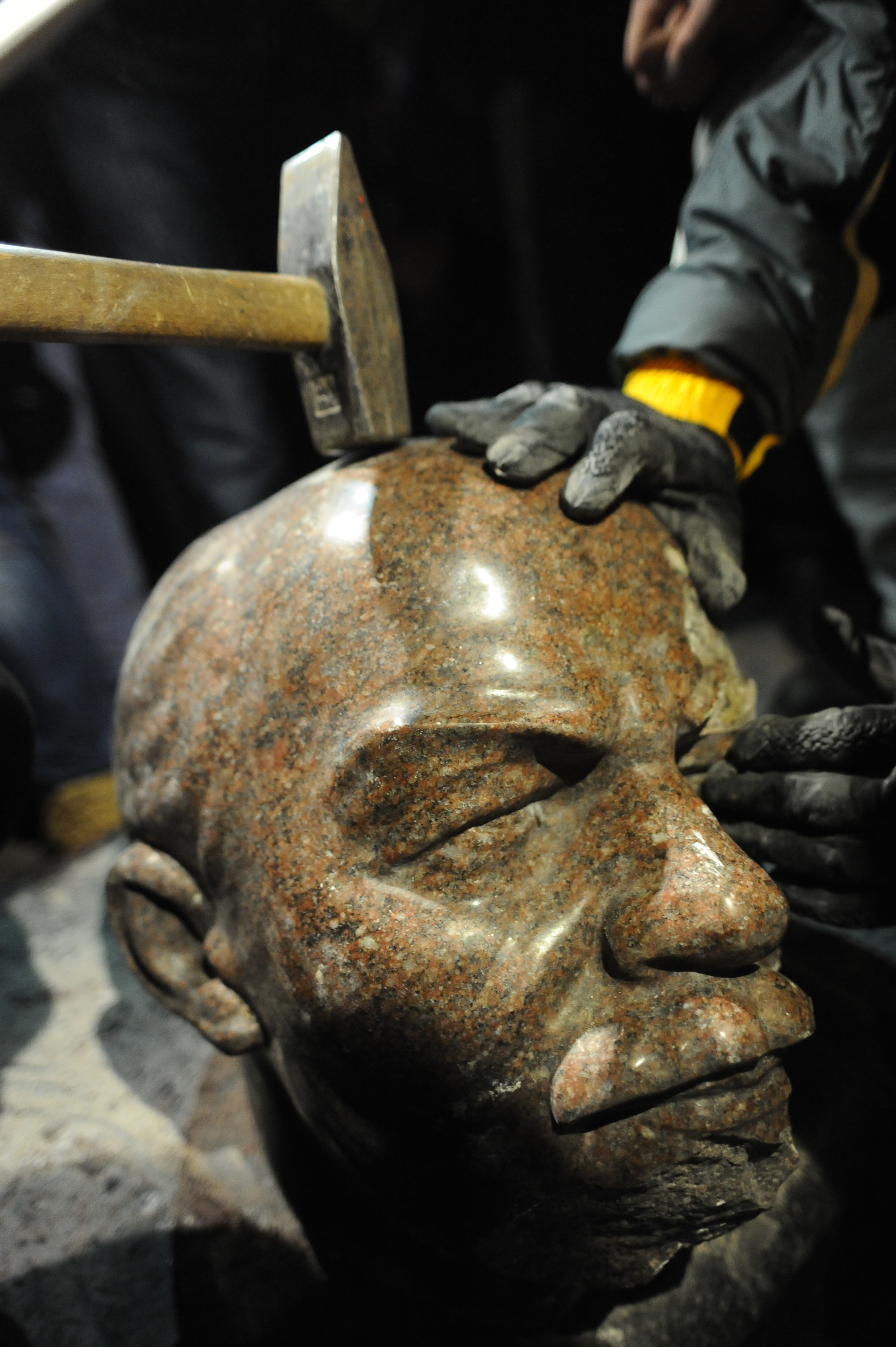
Мітингарі відколюють шматки від голови пам'ятника
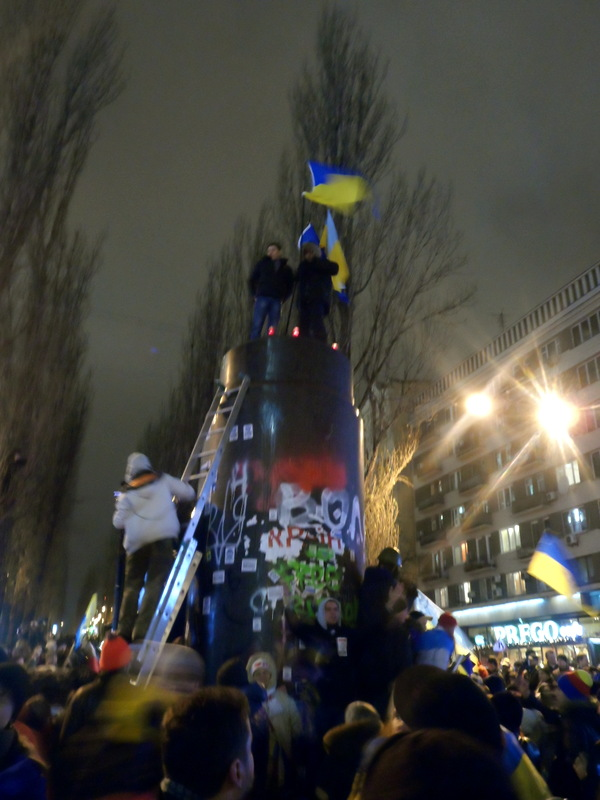
Постамент після зруйнування пам'ятника, 8 грудня 2013
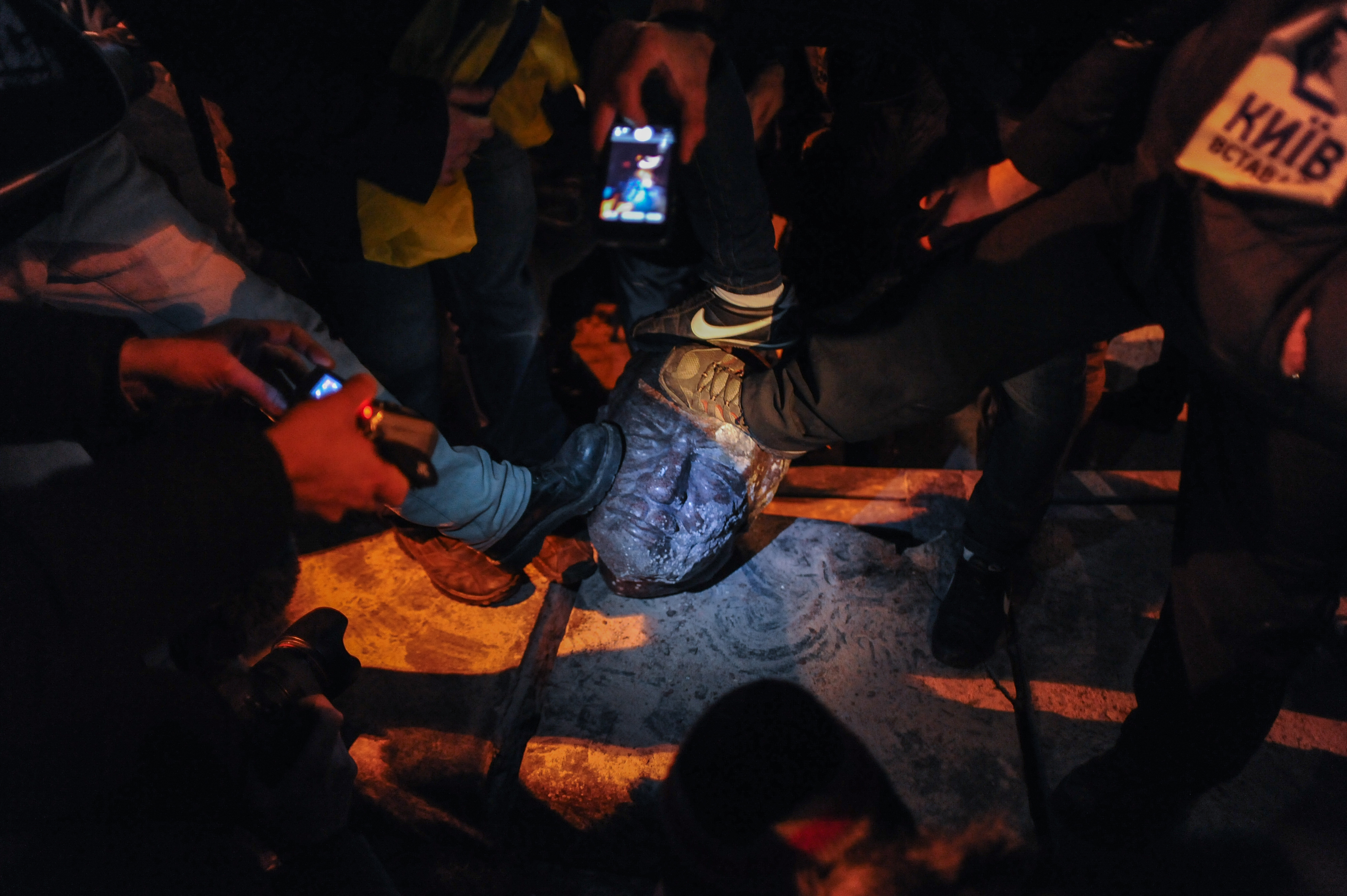
Мітингарі копають голову зруйнованого пам'ятника, 8 грудня 2013
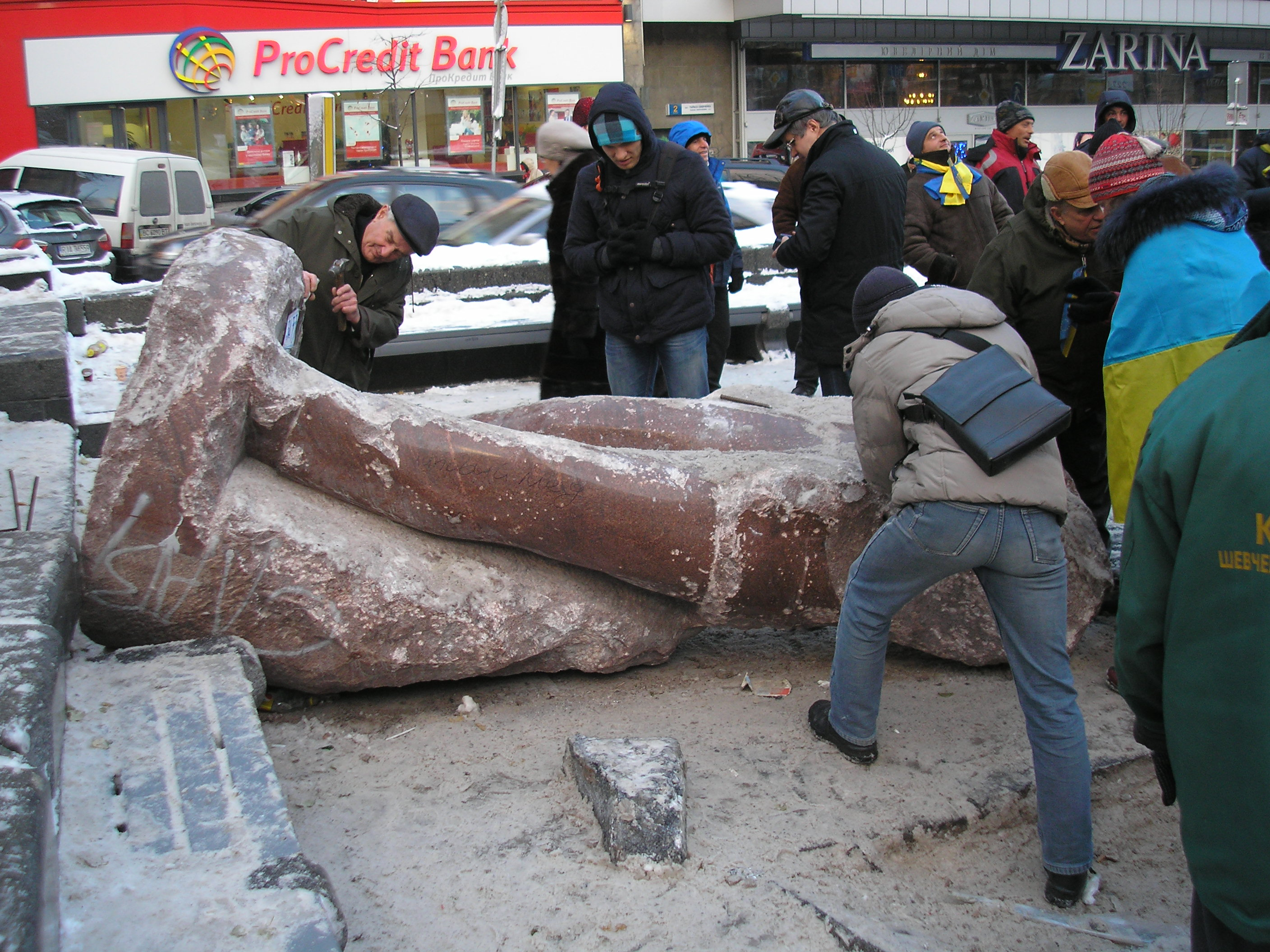
10 грудня 2013
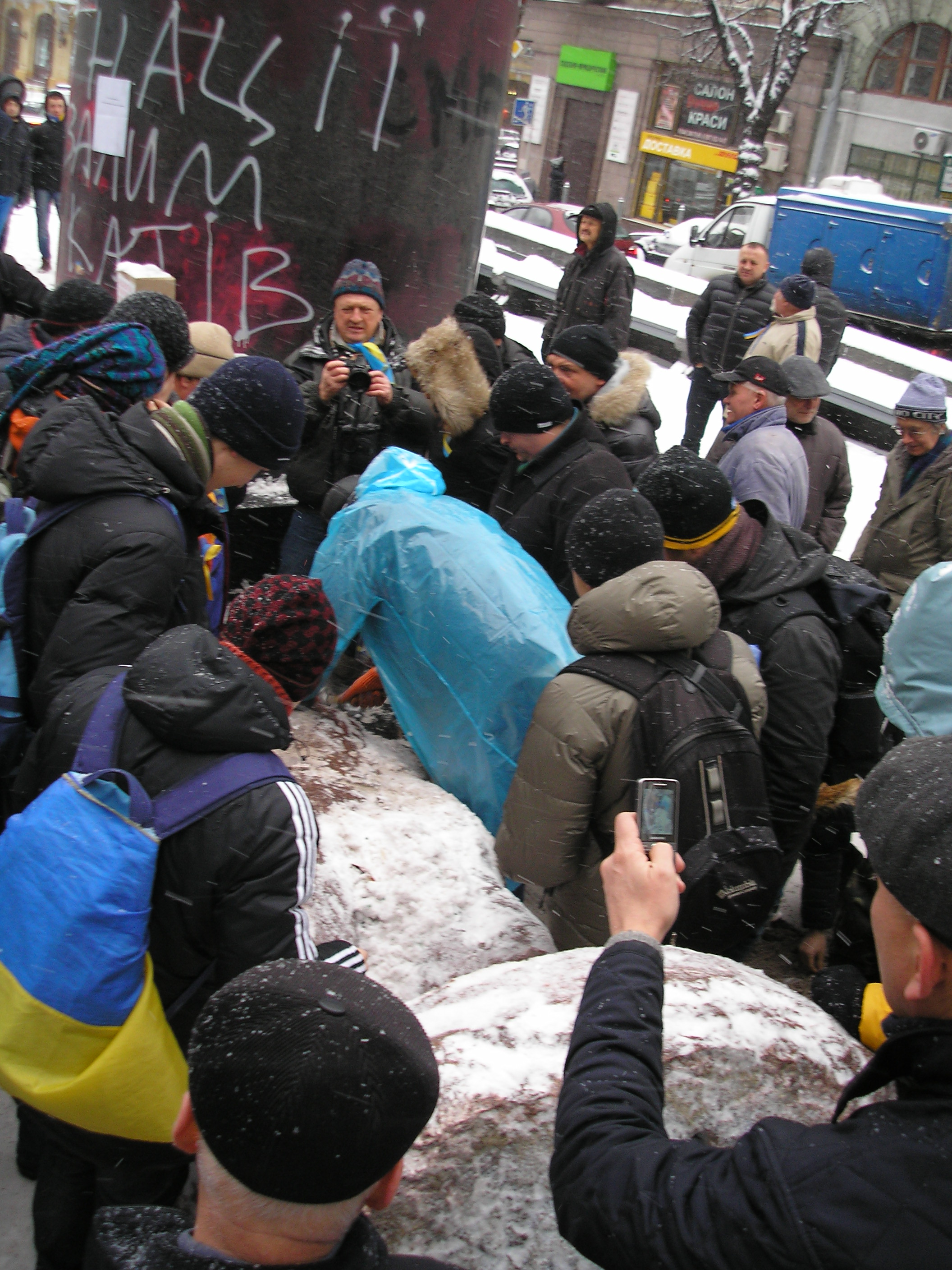
Розбір пам'ятника на сувеніри, 9 грудня 2013
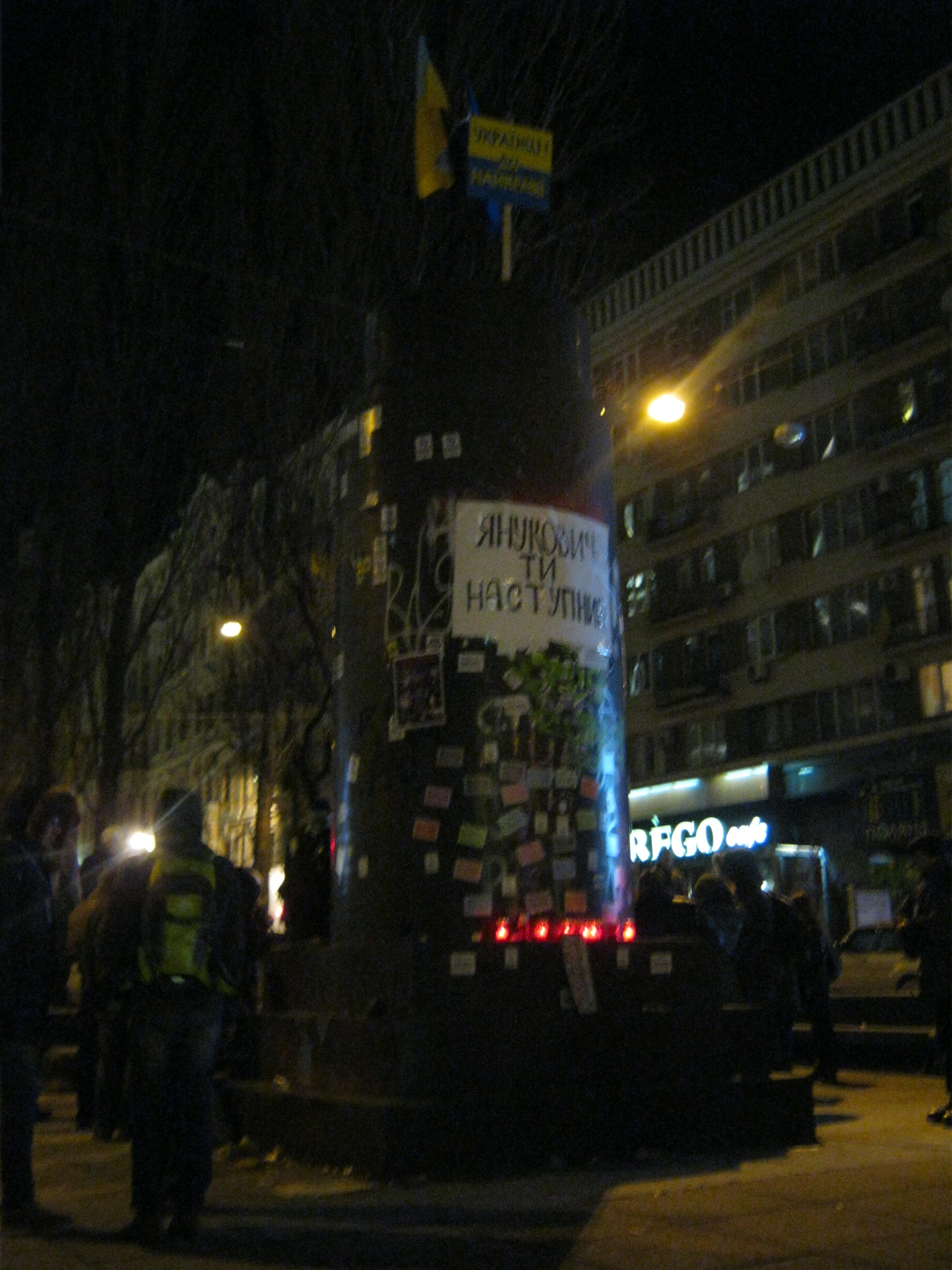
Постамент пам'ятника Леніну після його повалення з плакатом "Янукович, ти наступний" 8 грудня 2013
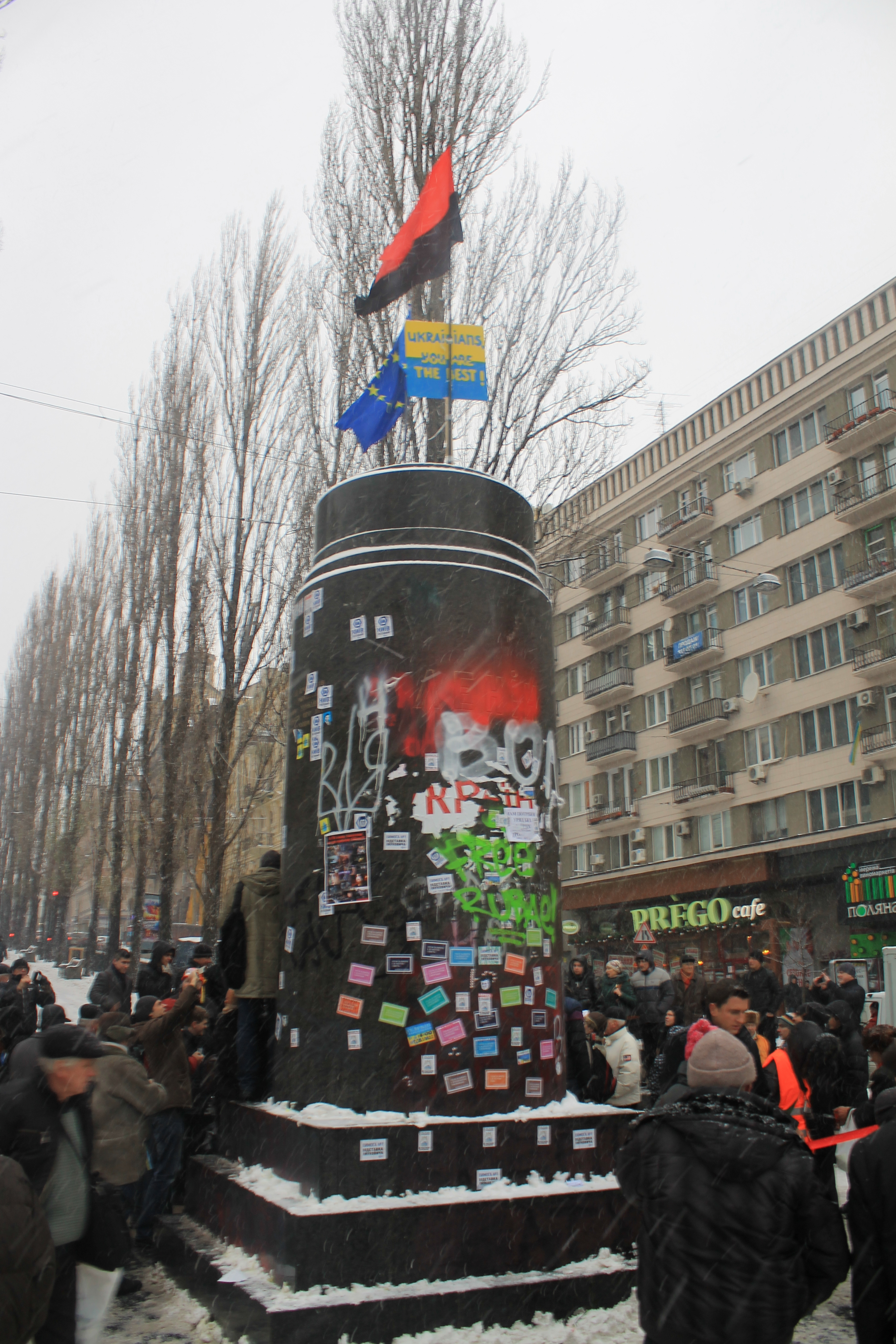
Постамент Леніна, вид з боку Хрещатика, 9 грудня 2013
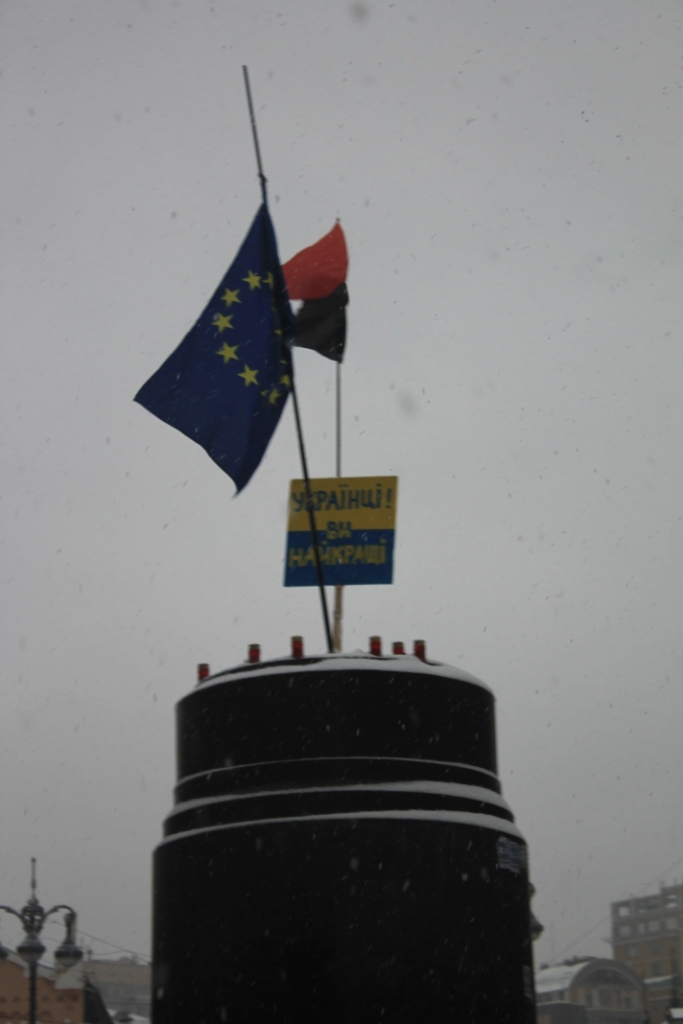
Постамент Леніна, вид з боку бульвару Шевченка, 9 грудня 2013
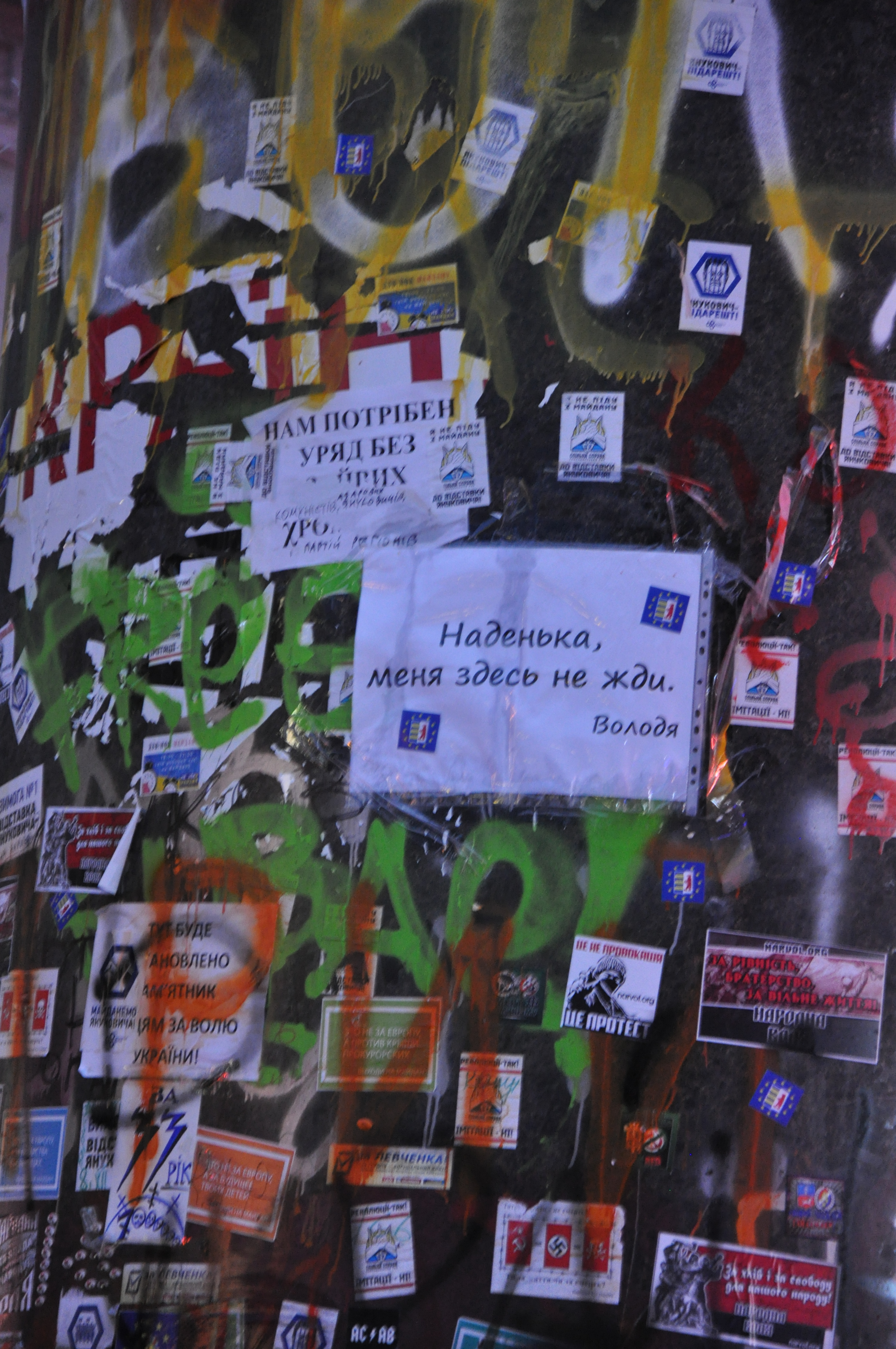
«Наденька,меня здесь не жди»Володя.
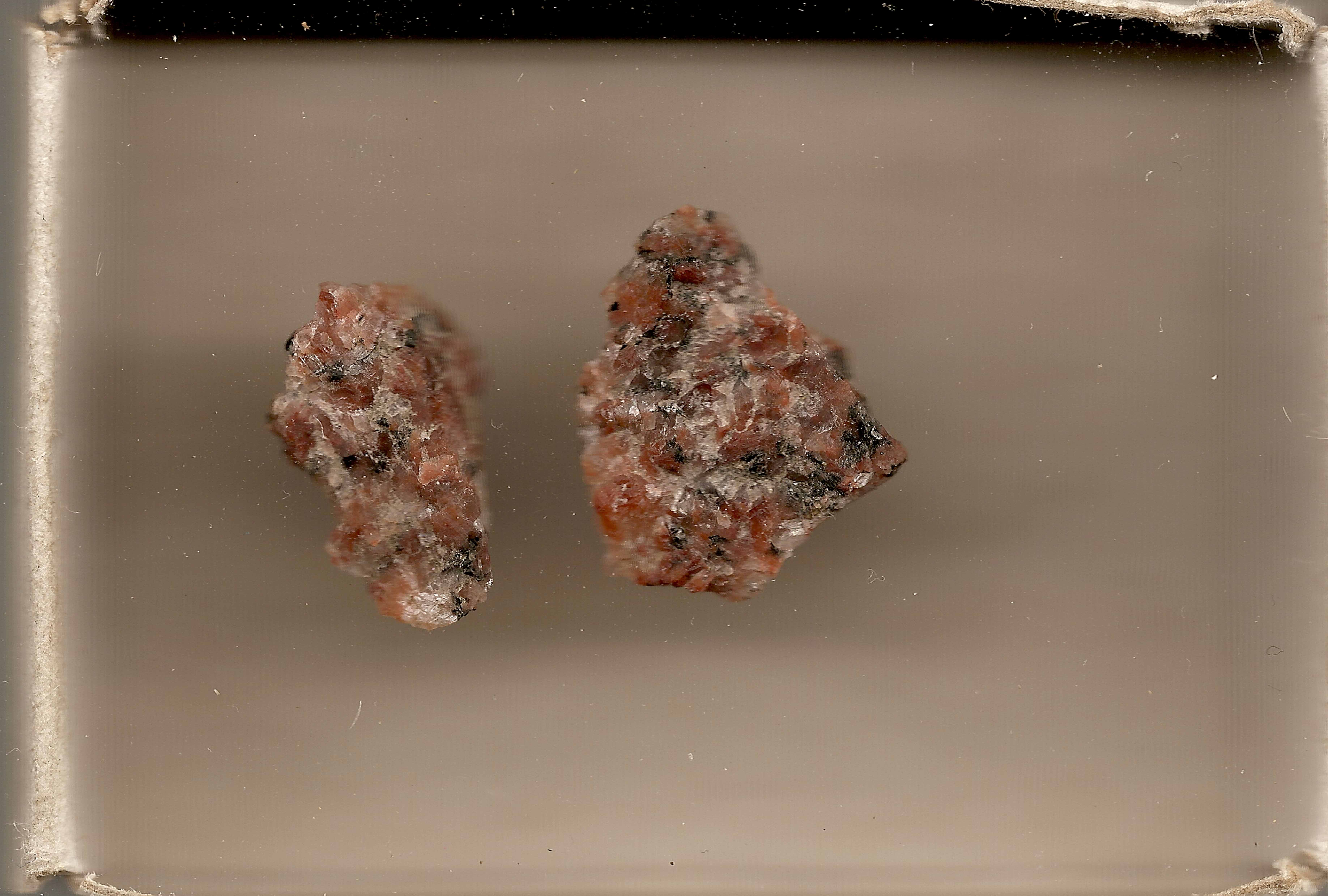
Уламки пам'ятника

## У художній літературі
|  | ПОНЕДІЛОК, 9 ГРУДНЯ Пора була не пізня, швидше рання. Двірник уламків ще не прибирав. І падав сніг на постамент розбитого тирана. І десь дрижав іще живий тиран. Олександр Ірванець |

## Прямі трансляції
- Повалення Леніна в Києві: як це було ТСН
- Пам'ятник Леніну зруйновано